# Parnas

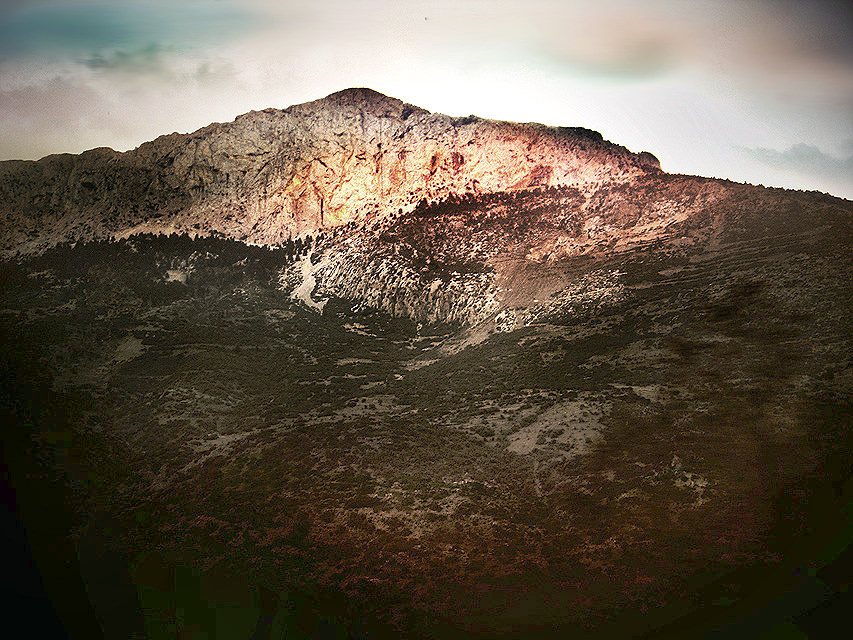
Parnas

Parnas (gr. Παρνασσός Parnassós) – pasmo górskie w środkowej Grecji, z najwyższym szczytem wznoszącym się na wysokość 2457 m n.p.m., zbudowane głównie z wapieni. W pobliżu leżało miasto Delfy, siedziba najsławniejszej starożytnej wyroczni i poświęconej Apollinowi świątyni. Obecnie Parnas jest jednym z ważniejszych w kraju ośrodków sportów zimowych, z rozbudowaną i rozległą bazą turystyczną, której centrum znajduje się w miejscowości Arachowa. Większą część masywu Parnasu pokrywa stary, świerkowy drzewostan. Przy zbliżonej także budowie geologicznej, poza okresem suchego, greckiego lata, znaczna część masywu Parnasu przypomina krajobrazem słowackie Tatry, co nie dotyczy jednak ogołoconego z roślinności wierzchołka góry.
W mitologii greckiej Parnas był siedzibą Apollina (boga uważanego za patrona sztuki) i jego orszaku, złożonego z muz. Archeolodzy wskazują też na liczne ślady kultu bożka Pana. W niektórych wersjach greckiego podania o potopie łódź Deukaliona i Pyrry osiadła na jego zboczach.
W drugiej połowie XIX w. we Francji działała, odwołująca się do idei klasycznych, grupa poetycka o tej nazwie (fr. Parnasse). Jej liderem był Charles Leconte de Lisle. Do Parnasu nawiązuje także nazwa parnasizmu – jednego z prądów literackich tego okresu.
Dziś Parnas symbolizuje doskonałość osiągniętą w sztuce, szczególnie w literaturze (poezji).
W niegreckiej literaturze Parnas często bywa mylony z leżącym tuż obok Aten masywem góry Parnita – w starożytności również ośrodkiem kultu Pana. Masyw tej góry dawniej nosił nazwę Parnis (gr. Πάρνης), a dziś jeden z jej szczytów, ten najbliższy geograficznie Atenom, zwany jest Mont Parnes.